# فيروتشو نوفو
فيروتشو نوفو (بالإيطالية: Ferruccio Novo)‏ (مواليد 22 مارس 1897) هو لاعب كرة قدم. يلعب مع منتخب إيطاليا لكرة القدم. سبق له أن لعب في كأس العالم لكرة القدم مع منتخب بلاده.

## روابط خارجية
- فيروتشو نوفو على موقع عالم كرة القدم.نت (الإنجليزية)